# Lourdes J. Cruz
Lourdes (Luly) J. Cruz (n. 1944) es una bioquímica filipina, cuyas investigaciones han contribuido al entendimiento de la bioquímica de péptidos tóxicos de veneno de moluscos marinos gasterópodos del género Conus. Ese hecho se debió a sus precisas caracterizaciones de al menos 50 péptidos biológicamente activos de tales veneno de moluscos hechos posible, en parte, por sus estudios. También ha contribuido al desarrollo de herramientas conotoxinas auxiliares para examinar la actividad del cerebro humano. Por ejemplo, la w-conotoxina es ampliamente utilizada para estudios neurales de los canales de calcio y la m-conotoxina es usada para realizar controles de la actividad muscular en eventos controlados de sinapsis.
En 1962, obtuvo su licenciatura en bioquímica en la Universidad de Filipinas. Luego, trasladada a EE. UU., realizó la maestría, y el PhD en la misma disciplina científica, en la Universidad de Iowa, en 1966 y en 1968, respectivamente.

## Algunas publicaciones
- m. Watkins, l.j. Juszczak, l.j. Cruz, b.m. Olivera. 2001. Contryphans from Conus textile venom ducts. Toxicon 39: 803-808

- lourdes j. Cruz, clarence p. Berg. 1970. Incomplete inversion of D-leucine and D-valine. [Dept. Biochem., College Med., University of Iowa, Iowa City.] Arch. Biochem. 138: 671—678

### Libros
- evelyne mae t. Mendoza, marita v.t. Reyes, lourdes j. Cruz. 1985. Role of biochemistry in food and energy production. En: Proceedings of the fourth FAOB Symposium and IUB Symposium N.º 135 hecho en Manila, Filipinas, 21-24 de octubre de 1984. Editor Philippine Biochemical Society, 269 pp. ISBN 9719100001

## Honores
- Premios:
- 1981: NAST Outstanding Young Scientist
- 1982: NRCP Galardón de Reconocimiento en Química
- Outstanding Women in the Nation's Services Award (en Bioquímica)
- 2008, se le confirió el rango de Científica Nacional, el máximo honor dado a un científico filipino[2][3]
- 2010: Premios L'Oréal-UNESCO para mujeres científicas, asiáticas[4]